# John William Davis (Politiker)

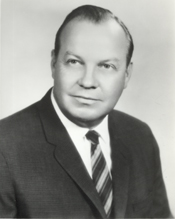
John William Davis

John William Davis (* 12. September 1916 in Rome, Floyd County, Georgia; † 3. Oktober 1992 auf St. Simons Island, Georgia) war ein US-amerikanischer Politiker. Zwischen 1961 und 1965 vertrat er den Bundesstaat Georgia im US-Repräsentantenhaus.

## Werdegang
John Davis besuchte die öffentlichen Schulen seiner Heimat und studierte danach bis 1937 an der University of Georgia in Athens. Nach einem anschließenden Jurastudium an derselben Universität und seiner im Jahr 1939 erfolgten Zulassung als Rechtsanwalt begann er in Rome in seinem neuen Beruf zu arbeiten. Während des Zweiten Weltkrieges war er zwischen 1942 und 1945 für den Nachrichtendienst des Kriegsministeriums tätig. Dabei wurde er vor allem in Südamerika eingesetzt. Nach dem Krieg ließ er sich in Summerville nieder, wo er wieder als Rechtsanwalt praktizierte. Zwischen 1950 und 1953 war Davis Staatsanwalt im Gerichtsbezirk von Rome. Zwischen dem 1. Januar 1955 und dem 31. Dezember 1960 fungierte er als Richter im Gerichtsbezirk von Lookout Mountain.
Politisch war Davis Mitglied der Demokratischen Partei. Bei den Kongresswahlen des Jahres 1960 wurde er im siebten Wahlbezirk von Georgia in das US-Repräsentantenhaus in Washington, D.C. gewählt, wo er am 3. Januar 1961 die Nachfolge von Harlan Erwin Mitchell antrat. Nach sechs Wiederwahlen konnte er bis zum 3. Januar 1975 sieben Legislaturperioden im Kongress absolvieren. In diese Zeit fielen unter anderem der Vietnamkrieg und die Watergate-Affäre. Zwischen 1961 und 1971 wurden der 23., der 24., der 25. und der 26. Verfassungszusatz im Kongress beraten und verabschiedet.
Im Jahr 1974 wurde Davis von seiner Partei nicht zur erneuten Wiederwahl nominiert. Nach seinem Ausscheiden aus dem US-Repräsentantenhaus arbeitete er wieder als Rechtsanwalt. Er starb am 3. Oktober 1992 auf St. Simons Island.